# دنكان سومرفيل
دنكان سومرفيل (بالإنجليزية: Duncan Sommerville)‏ (و. 1879 – 1934 م) هو رياضياتي، وعالم فلك، ورسام، ومؤرخ من نيوزيلندا.
توفي في ويلينغتون، عن عمر يناهز 55 عاماً.

## التعليم
تعلم في جامعة سانت أندروز.